# Agustín Lara

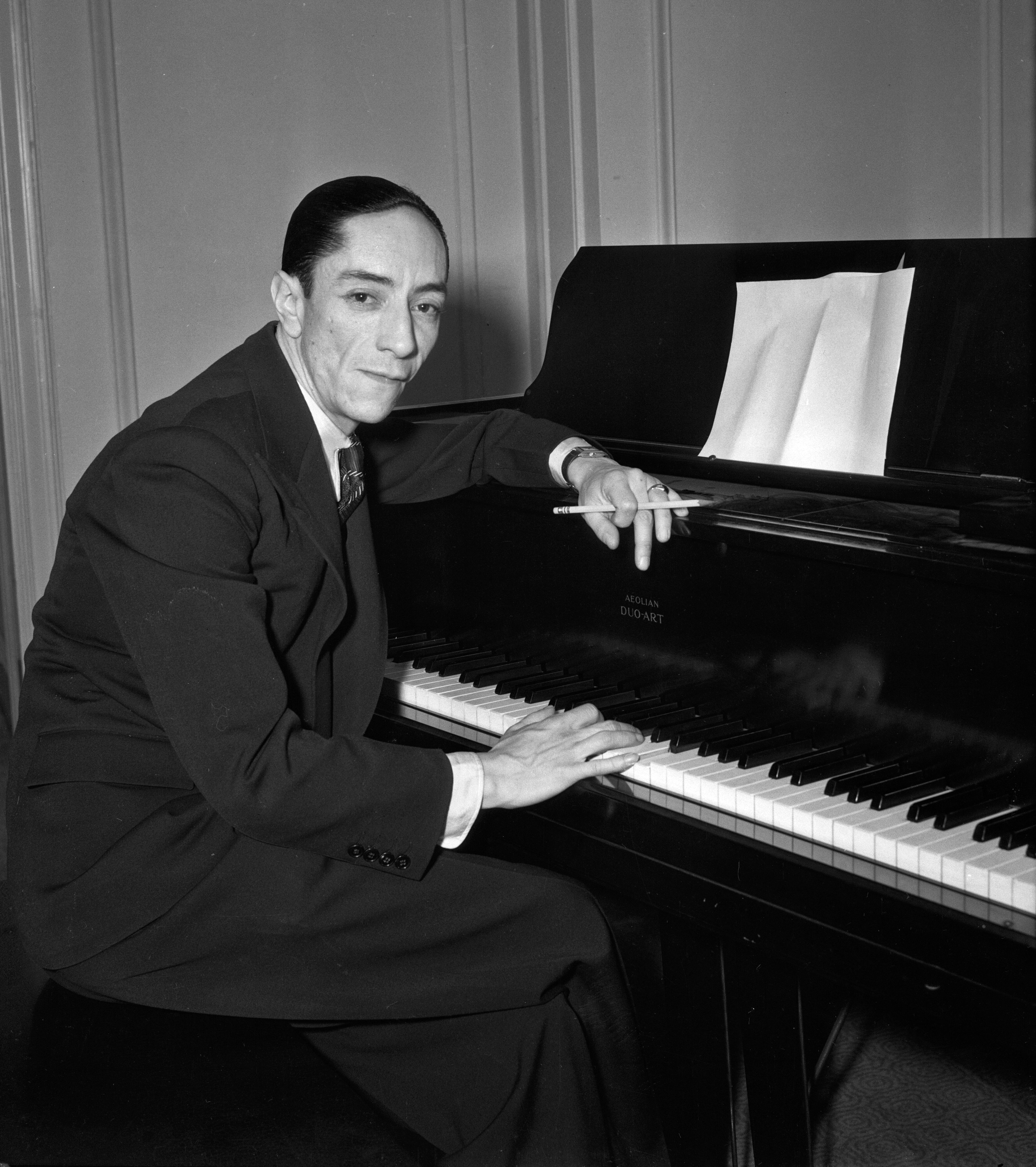
Agustín Lara in den 1930er Jahren

Ángel Agustín María Carlos Fausto Mariano Alfonso del Sagrado Corazón Lara y Aguirre del Pino, genannt Agustín Lara (* 30. Oktober 1897 in Mexiko-Stadt; † 6. November 1970 ebenda) war ein mexikanischer Komponist und Sänger.

## Leben
Lara war Schöpfer etlicher Musikklassiker des Bolero. Schon als Jugendlicher verdiente er sich als Pianist in Nachtclubs ein Taschengeld, was seinen Vater dazu bewog, ihn auf eine Militärakademie zu senden.
Nach Beendigung dieser Schullaufbahn setzte Lara seine Musikerkarriere fort und bekam Ende der 1920er Jahre die Möglichkeit, eine eigene Rundfunksendung zu gestalten. Da er diese Sendung überwiegend mit Eigenkompositionen bestritt, wurden seine Werke schnell verbreitet. Den Schwerpunkt in Laras Schaffen bilden romantische Stücke im Stil des Bolero, sein Gesamtwerk beläuft sich auf rund 700 Kompositionen, allesamt (Kunst)-Lieder, darunter ein Zyklus von Liedern über spanische Städte.
Neben seiner Komponistentätigkeit trat er auch in etwa 30 Filmen auf und war in Mexiko ein Medienstar. Er komponierte die Musik zum ersten mexikanischen Tonfilm Santa im Jahr 1932.
Er ist in Mexiko-Stadt in der Rotonda de las Personas Ilustres begraben.
Von 1945 bis 1947 war Agustín Lara mit der Filmschauspielerin María Félix (1914–2002) liiert, für die er das Lied María Bonita schrieb. Laras Schwester war die Sängerin und Komponistin María Teresa Lara (1904–1984).

## Werke (Auswahl)
- Granada
- Valencia
- Veracruz
- Maria Bonita
- Lágrimas de Sangre
- Lamento Jarocho
- Farolito
- Mujer
- Noche Criolla

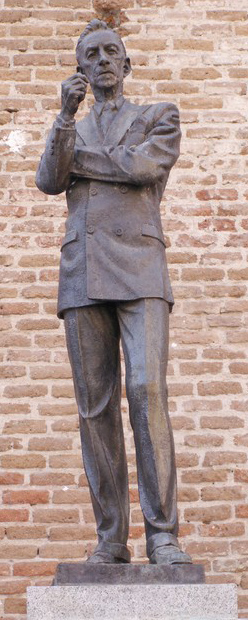
Lara-Statue in Madrid (H. Peraza, 1975).

- Solamente Una Vez (You Belong To My Heart) (1941)